# Boks na Igrzyskach Ameryki Środkowej i Karaibów 1966
Boks na Igrzyskach Ameryki Środkowej i Karaibów 1966 – jedna z dyscyplin sportowych rozgrywana na igrzyskach Ameryki Środkowej i Karaibów 1966 w portorykańskim mieście San Juan. Zawodnicy rywalizowali w dziesięciu kategoriach wagowych, a zawody w trwały od 15 do 19 lipca.

## Medaliści
| Kategoria                      | Złoty                              | Srebrny                        | Brązowy                          |
| waga musza (51 kg)             | Luis Mariano · Kuba                | Ricardo Delgado · Meksyk       | Rúben Santiago · Portoryko       |
| waga kogucia (54 kg)           | Fermín Espinosa · Kuba             | Reynaldo Solorzano · Nikaragua | Júlio Fortunato · Dominikana     |
| waga piórkowa (57 kg)          | Reyes Arráiz · Wenezuela           | Roberto Caminero · Kuba        | Luis Hernández Quedo · Portoryko |
| waga lekka (60 kg)             | Ramón Guzmán · Wenezuela           | Rafael Peralta · Dominikana    | Enrique Regüeiferos · Kuba       |
| waga lekkopółśrednia (63,5 kg) | Guillermo Salcedo · Wenezuela      | Kenneth Nelson · Jamajka       | Félix Betancourt · Kuba          |
| waga półśrednia (67 kg)        | Andrés Molina · Kuba               | Linfer Contréras · Kolumbia    | Windell Spencer · Jamajka        |
| waga lekkośrednia (71 kg)      | Eustaquio Carrasco · Portoryko     | Norman Lyttle · Jamajka        | Juan Córdoba · Kolumbia          |
| waga średnia (75 kg)           | Juan Luis Martínez · Kuba          | Mario Mojica · Portoryko       | Arthur Troutt · Jamajka          |
| waga półciężka (81 kg)         | José del Carmen Rondón · Wenezuela | Marcelino Carmona · Portoryko  | Joaquin Delis · Kuba             |
| waga ciężka (+81 kg)           | José Luis Cabrera · Kuba           | Freddie Cruzado · Portoryko    |                                  |

## Klasyfikacja medalowa
| Poz. | Państwo    |   |   |   | Razem |
| ---- | ---------- | - | - | - | ----- |
| 1    | Kuba       | 5 | 1 | 3 | 9     |
| 2    | Wenezuela  | 4 | 0 | 0 | 4     |
| 3    | Portoryko  | 1 | 3 | 2 | 5     |
| 4    | Jamajka    | 0 | 2 | 2 | 4     |
| 5    | Kolumbia   | 0 | 1 | 1 | 2     |
| 5    | Dominikana | 0 | 1 | 1 | 2     |
| 6    | Nikaragua  | 0 | 1 | 0 | 1     |
| 6    | Meksyk     | 0 | 1 | 0 | 1     |